# 克里斯蒂安·萊德斯馬
克里斯蒂安·丹尼爾·萊德斯馬（西班牙語：Cristian Daniel Ledesma，1982年9月24日—），是一名出生於阿根廷的足球運動員，同時擁有意大利國籍；司職中場。
2010年世界杯后，他入圍了由普蘭德利執教的意大利國家隊，正式選擇了代表意大利國家隊出賽。

## 生平

### 球會
萊德斯馬出身博卡青年。2001年還在博卡青年青年隊時，萊德斯馬就被意大利小型球會萊切帶到意大利。在萊切時萊德斯馬曾擔任萊切的隊長，儘管當時才廿歲多一些。
萊切在2006年降入乙級，萊德斯馬其後轉會至拉齊奧。在拉齊奧萊德斯馬曾隨隊進軍歐聯，惟因球隊積弱，萊德斯馬曾有意轉會，在2009年還因此一度跟球會發生爭執。

### 國家隊
萊德斯馬未曾正式代表阿根廷國家隊出賽，這是因為阿根廷國家隊人才過剩，而萊德斯馬只效力於意大利二、三流球會。萊德斯馬於2008年成功取得意大利國籍，这令他可以選擇代表阿根廷或意大利出戰國際賽；2010年他入圍意大利國家隊，成為續卡莫拉內西之後又一名出生於阿根廷的意大利國腳。